# گوش‌پاک‌کن
گوش‌پاک‌کن یا پنبه‌گوش دربرگیرندهٔ تودهٔ پنبه است که یک یا هر دو سر ترکهٔ کوچک را می‌پوشاند. ترکه می‌تواند از چوب، کاغذ یا پلاستیک ساخته شده باشد.
گوش‌پاک‌کن در کارهای گوناگونی مانند کمک‌های اولیه، هنر، صنعت، به عنوان لوازم آرایشی و... می‌تواند کاربرد داشته‌باشد. این ابزار در سال ۱۹۲۰ از سوی «لئو گرسترنگ» پس از آنکه توده پنبه را به سر خلال دندان چسباند نوآفرینی شد.

## بن‌مایه
- مشارکت‌کنندگان ویکی‌پدیا. «Cotton swab». در دانشنامهٔ ویکی‌پدیای انگلیسی، بازبینی‌شده در ۶ اوت ۲۰۱۵،.